# Kirche Dassensen

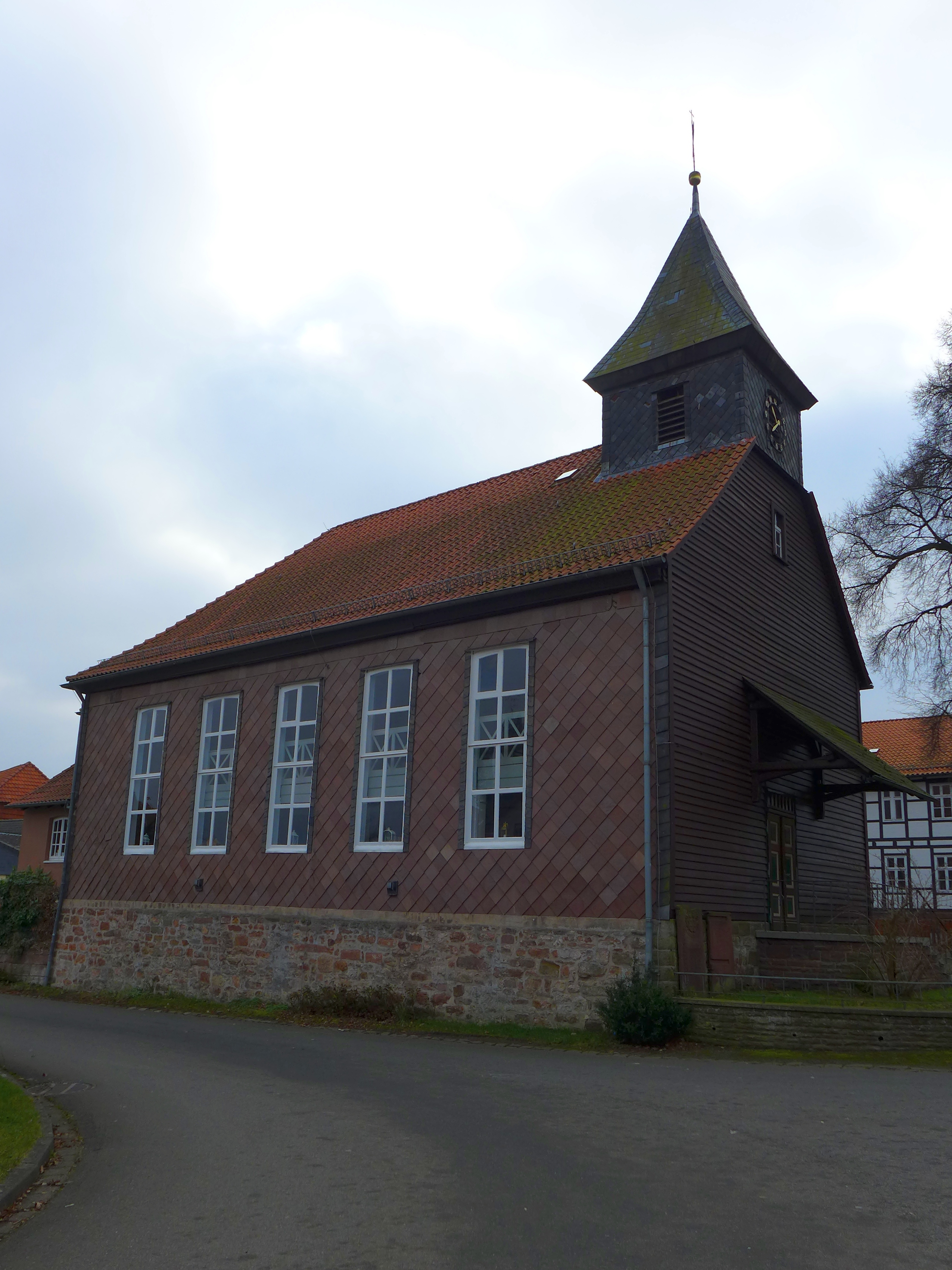
Kirche Dassensen

Die evangelisch-lutherische Kirche Dassensen steht in Dassensen, einem Ortsteil der Stadt Einbeck im Landkreis Northeim von Niedersachsen. Die Kirchengemeinde hat sich mit der Kirchengemeinde der Kirche Wellersen vereinigt, die zum
Kirchenkreis Leine-Solling im Sprengel Hildesheim-Göttingen der Evangelisch-lutherischen Landeskirche Hannovers gehört.

## Beschreibung
Bereits vor 1598 wurde eine Kirche gebaut, die in diesem Jahr um einen Kirchturm ergänzt wurde. Sie musste 1697 wegen Baufälligkeit erneuert werden. Dennoch wurde sie 1797/98 abgebrochen und durch eine klassizistische rechteckige Saalkirche mit fünf Achsen ersetzt. Im Westen erhebt sich aus dem Satteldach des Kirchenschiffs, das im Osten abgewalmt ist, ein vierseitiger, schiefergedeckter Dachreiter, der mit einem Pyramidendach bedeckt ist. In ihm hängen zwei Kirchenglocken, die ältere wurde 1878 von der Radlerschen Glockengießerei, die jüngere 1961 von der Glocken- und Kunstgießerei Rincker gegossen. Der etwas erhöhte Chor im Osten wurde erst im Zuge einer Renovierung von 1956 angebaut. Dabei wurde auch das Portal von der Süd- an die Westseite der Kirche verlegt.
Der Innenraum erhielt 1816 dreiseitige Emporen. Eine 1588 in Rotenkirchen errichtete Kapelle wurde um 1725 durch Umnutzung aufgehoben. Ihr Altar wurde in Dassensen zum Kanzelaltar umgestaltet. Die Kanzel wurde 1956 vom Kanzelaltar getrennt und steht nun frei im Raum.
Carl Giesecke hatte 1850/51 eine Orgel mit sieben Registern, einem Manual und einem Pedal gebaut, die später ersetzt wurde. Die heutige Orgel mit 14 Registern, verteilt auf zwei Manuale und Pedal hat 1952/54 Paul Ott gebaut. Sie wurde 1992 durch Martin Haspelmath instand gesetzt.